# Will Riley
William Riley, né le 10 février 2006 à Kitchener au Canada, est un joueur canadien de basket-ball évoluant au poste d'ailier et mesurant 2,04 m.

## Biographie

### NBA
Will Riley est sélectionné en vingt-et-unième position par le Jazz de l'Utah lors de la draft 2025 de la NBA.

## Statistiques

### Universitaires
| Saison    | Équipe   | Matchs | Titul. | Min./m | % Tir | % 3pts | % LF | Rbds/m. | Pass/m. | Int/m. | Ctr/m. | Pts/m. |
| --------- | -------- | ------ | ------ | ------ | ----- | ------ | ---- | ------- | ------- | ------ | ------ | ------ |
| 2024-2025 | Illinois | 35     | 9      | 25.7   | .432  | .326   | .724 | 4.1     | 2.2     | 0.2    | 0.2    | 12.6   |

## Palmarès et distinctions individuelles

### Universitaire
- Big Ten Sixth Man of the Year (2025)